# Brachionichthyidae
Brachionichthyidae är en familj av fiskar som ingår i ordningen marulkartade fiskar (Lophiiformes). Enligt Catalogue of Life omfattar familjen Brachionichthyidae 14 arter. 
Släkten enligt Catalogue of Life:
- Brachionichthys, med två arter
- Brachiopsilus, med tre arter
- Pezichthys, med fem arter
- Sympterichthys, med tre arter
- Thymichthys, med en art